# Свети Лука (Рилски манастир)
„Свети апостол и евангелист Лука“ е възрожденска православна църква при постницата „Свети Лука“ на ставропигиалния български Рилски манастир.

## Местоположение
Постницата е разположена на рид на 3 km североизточно от манастира, по пътеката към пещерата и гроба на Иван Рилски. Непосредствено над нея, на по-високата тераса е постницата „Покров Богородичен“.

## История
Църквата е изградена и изписана между 1789 и 1799 година. Ктитор на сградата е монахът хаджи Игнатий от Ески Заара и храмът е завършен е по времето на игумен йеромонах Герасим. Построена е според легендите в памет на племенника на Иван Рилски Лука, който млад се установява в Рила под духовното ръководство на чичо си. На мястото, на което е изградена постницата Лука бил ухапан от отровна змия и починал.

## Архитектура
В архитектурно отношение представлява еднокорабна базилика с нартекс и преддверие, иззидана с камък и хоросан за спойка и покрита с керемиди. Вътрешните размери на храма са 3 m широчина и 3 m височина, 9,5 m дължина на олтара с апсидата и наоса, 4,8 m дължина на нартекса. Стените са дебели 0,8 – 0,95 m.

## Иконостас
Иконостасът е с Разпятие. Под него апостолските икони са били нарисувани на една дъска. Големите царски икони са украсени с рококо орнаменти и са дело на самоковски зографи. Иконостасът не е в църквата.

## Стенописи
Стенописите в апсидата на олтара са дело на видния бански майстор Тома Вишанов – основател на Банската художествена школа, изписал цялостно и съседната църква „Покров Богородичен“. Към 1798 година Вишанов изписва стенописа Изписан е Христос Велик Архиерей“ в тържествена поза и църковните отци отдолу. Христос е изобразен с потир в лявата ръка, заобиколен от шест летящи ангели и четиримата велики църковни отци под тях. Изброжението е подчертано бароково – фигурите са маниерно издължени и извити, лицата са с големи очи, малки устни и изтеглена розовина по бузите. Вероятно поради неодобрение на духовниците, които схващат иконописта на Вишанов като твърде „католическа“, изписването на останалата част от църквата е поверено на друг художник.
Останалите стенописи са на самоковския майстор Христо Димитров – основоположник на Самоковската художествена школа. В проскомидията е Иисус Христос в гроба. На свода в олтарното пространство е Ширшая небес, вляво долу е групата Кто ти спасе ризу раздра. На свода в наоса в кръгове са Христос Спасител Помазаник и Вседържител и Йоан Предтеча, а на свода в нартекса – Христос Вседържител. На стените има две зони светци, между тях са Свети Иван Рилски, Йоаким Осоговски, Прохор Пчински, Гавриил Лесновски, Теодор Студит, ктиторът монах Игнатий от Ески Заара. В притвора е Страшният съд.